# علمني الحب (فلم)
 علمني الحب فيلم مصري من إنتاج عام 2005، ومن تأليف محمد نبيه، وإخراج ياسر زايد.

## قصة الفيلم
تدور أحداث الفيلم في إطار درامي غنائي كوميدي حيث حاتم شاب مكافح يعمل موظف بإحدى الهيئات الحكومية يحب مديحة التي تواجه مشاكل عديدة مع أهلها بسبب رفضهم زواجها منه وخاصة أمها التي تضع العراقيل لإيقاف إتمام الزواج، وعلى التوازي هناك ألفت صديقة مديحة التي تحاول نصحها إلا أنها تقع في غرام صديق حاتم ولكنها ترفضه لعدم ملاءمته لها مادياً، على النقيض هناك «أوسة» الصديقة السابقة لحاتم والتي تتورط في حادث قتل وتطلب مساعدة حاتم الذي يقع في مشاكل عديدة بسبب مساعدتها.

## الممثلون
- مدحت صالح
- وفاء عامر
- داليا مصطفى
- ألفت إمام
- جيهان قمري
- تامر سمير
- عمر الحريري
- نادية عزت
- خليل مرسي

## روابط خارجية
- مقالات تستعمل روابط فنية بلا صلة مع ويكي بيانات